# Lenka Šírková
Lenka Šírková (rodným jménem Kučerová; 14. ledna 1929, Lhotka u Berouna – 13. června 2015, Beroun) byla česká volejbalistka, která reprezentovala Československo. S jeho ženskou reprezentací získala zlatou medaili na mistrovství Evropy v roce 1955. Má též bronz z mistrovství Evropy 1950. Zúčastnila se také mistrovství světa v roce 1956 (4. místo). Její reprezentační kariéra mohla být ještě bohatší, ale poznamenala jí politika a smůla – v roce 1951 byla nominována na evropský šampionát v Paříži, ale Československo se ho nakonec z politických důvodů nezúčastnilo. V roce 1952 byla z nominace na mistrovství Evropy v Moskvě vyřazena "z kádrových důvodů". Za národní tým nastupovala v letech 1949–1957. Hrála za kluby SK Zaměstnanci města Prahy, Slovan SV TVS, Tatran Baraba Střešovice, Slavoj Praha, Spartak Stalingrad, Slavia VŠ Praha a Lokomotiva Zdice. Její nejlepší umístění v československé nejvyšší soutěži bylo 2. místo v roce 1948, v dresu SK Zaměstnanci. Vystudovala Pedagogickou fakultu Univerzity Karlovy se specializací tělesná výchova – angličtina. Jako učitelka poté také dlouho pracovala, na střední ekonomické škole a středním odborném učilišti v Berouně. Hrála též druhou nejvyšší basketbalovou ligu, za kluby 1. ŽSK Letná a Orbis Praha.